# Кшемув
Кшемув (пол. Krzemów) — село в Польщі, у гміні Кшешиці Суленцинського повіту Любуського воєводства.
Населення — 91 особа (2011).
У 1975—1998 роках село належало до Гожовського воєводства.

## Демографія
Демографічна структура станом на 31 березня 2011 року:
|          | Загалом | Допрацездатний вік | Працездатний вік | Постпрацездатний вік |
| -------- | ------- | ------------------ | ---------------- | -------------------- |
| Чоловіки | 50      | 15                 | 29               | 6                    |
| Жінки    | 41      | 9                  | 19               | 13                   |
| Разом    | 91      | 24                 | 48               | 19                   |